# Juan Blanco
Juan Blanco (El Mariel, 1919 - Havana, 5 de novembro de 2009) foi um compositor cubano.
Foi aluno de José Ardévol, que o influênciou em atonalidade e serialismo. Ele foi o primeiro compositor cubano a criar peças eletroacústica em 1961 e em 1981 criou o Festival de Música Eletroacústica Internacional "Primavera en Varadero" para a divulgação desta vertente musical cubana.